# Tournoi à double élimination

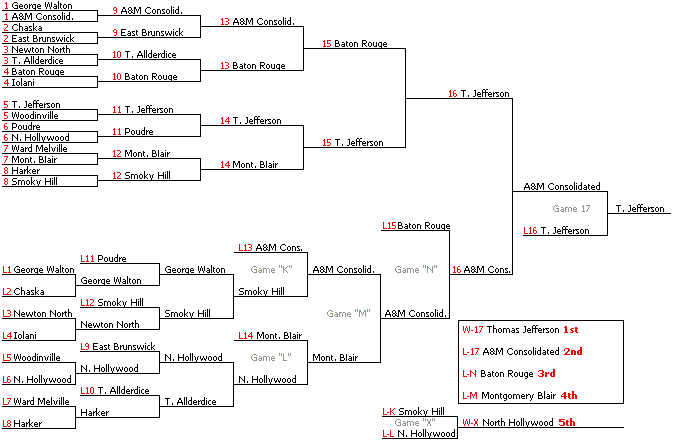
Tournoi à double élimination.

Un tournoi à double élimination est une compétition au cours de laquelle un participant ou une équipe est éliminé lorsqu'il a perdu deux parties ou matchs. Ce type de tournoi autorise moins de surprises que lors d'un tournoi à élimination directe.

## Déroulement du tournoi
Un tournoi à double élimination est divisé en deux parties après le premier tour : le tournoi principal (ou tournoi des vainqueurs) et le tournoi secondaire (ou tournoi des perdants ou de repêchage). À l'issue de chaque tour, les vainqueurs poursuivent dans le tableau du tournoi principal comme lors d'une compétition à élimination directe classique. Les perdants de chaque tour principal rejoignent le tournoi secondaire et s'affrontent pour rester dans la course, une deuxième défaite étant synonyme d'élimination définitive. La finale oppose le vainqueur du tournoi principal à celui du tournoi secondaire. Si ce dernier remporte le match, une deuxième rencontre a lieu pour respecter le principe du tournoi et éviter au participant qui a remporté tous ses matchs de chuter avec une seule défaite.
Comme pour les tournois à élimination directe, le nombre de participants est souvent une puissance de 2 (4, 8, 16, 32, etc.). Si le nombre de participants est plus important que l'une de ces valeurs, des exemptions (byes en anglais) peuvent être attribuées, par exemple en fonction du classement des participants avant la compétition ou simplement par tirage au sort.
Ce type de tournoi est utilisé notamment pour des compétitions de beach-volley et pour les phases finales du Championnat universitaire de baseball aux États-Unis. Les tournois de sport électronique sont souvent organisés selon ce format.

## Variantes
Dans les compétitions de judo, le tournoi secondaire est appelé tournoi de repêchage. Il n'y a pas de finale entre les vainqueurs des deux tableaux et le vainqueur des repêchages ne peut décrocher au mieux que la médaille de bronze. De plus, pour qu'un combattant battu au premier tour puisse intégrer le tournoi de repêchage, il faut que son adversaire du premier tour remporte aussi son combat du deuxième tour.

## Exemple
|  | Premier tour           | Premier tour | Premier tour |  |  | Deuxième tour | Deuxième tour | Deuxième tour |  |  | Troisième tour | Troisième tour | Troisième tour |  |  | Quatrième tour | Quatrième tour | Quatrième tour |  |  | Finale | Finale | Finale | Finale |
|  |                        |              |              |  |  |               |               |               |  |  |                |                |                |  |  |                |                |                |  |  |        |        |        |        |
|  | Tournoi des vainqueurs |              |              |  |  |               |               |               |  |  |                |                |                |  |  |                |                |                |  |  |        |        |        |        |
|  |                        |              |              |  |  |               |               |               |  |  |                |                |                |  |  |                |                |                |  |  |        |        |        |        |
|  |                        |              |              |  |  |               |               |               |  |  |                |                |                |  |  |                |                |                |  |  |        |        |        |        |
|  |                        |              |              |  |  |               |               |               |  |  |                |                |                |  |  |                |                |                |  |  |        |        |        |        |
|  |                        |              |              |  |  |               |               |               |  |  |                |                |                |  |  |                |                |                |  |  |        |        |        |        |
|  |                        |              |              |  |  |               |               |               |  |  |                |                |                |  |  |                |                |                |  |  |        |        |        |        |
|  |                        |              |              |  |  |               |               |               |  |  |                |                |                |  |  |                |                |                |  |  |        |        |        |        |
|  |                        |              |              |  |  |               |               |               |  |  |                |                |                |  |  |                |                |                |  |  |        |        |        |        |
|  |                        |              |              |  |  |               |               |               |  |  |                |                |                |  |  |                |                |                |  |  |        |        |        |        |
|  |                        |              |              |  |  |               |               |               |  |  |                |                |                |  |  |                |                |                |  |  |        |        |        |        |
|  |                        |              |              |  |  |               |               |               |  |  |                |                |                |  |  |                |                |                |  |  |        |        |        |        |
|  |                        |              |              |  |  |               |               |               |  |  |                |                |                |  |  |                |                |                |  |  |        |        |        |        |
|  |                        |              |              |  |  |               |               |               |  |  |                |                |                |  |  |                |                |                |  |  |        |        |        |        |
|  |                        |              |              |  |  |               |               |               |  |  |                |                |                |  |  |                |                |                |  |  |        |        |        |        |
|  |                        |              |              |  |  |               |               |               |  |  |                |                |                |  |  |                |                |                |  |  |        |        |        |        |
|  |                        |              |              |  |  |               |               |               |  |  |                |                |                |  |  |                |                |                |  |  |        |        |        |        |
|  | Tournoi des perdants   |              |              |  |  |               |               |               |  |  |                |                |                |  |  |                |                |                |  |  |        |        |        |        |
|  |                        |              |              |  |  |               |               |               |  |  |                |                |                |  |  |                |                |                |  |  |        |        |        |        |
|  |                        |              |              |  |  |               |               |               |  |  |                |                |                |  |  |                |                |                |  |  |        |        |        |        |
|  |                        |              |              |  |  |               |               |               |  |  |                |                |                |  |  |                |                |                |  |  |        |        |        |        |
|  |                        |              |              |  |  |               |               |               |  |  |                |                |                |  |  |                |                |                |  |  |        |        |        |        |
|  |                        |              |              |  |  |               |               |               |  |  |                |                |                |  |  |                |                |                |  |  |        |        |        |        |
|  |                        |              |              |  |  |               |               |               |  |  |                |                |                |  |  |                |                |                |  |  |        |        |        |        |
|  |                        |              |              |  |  |               |               |               |  |  |                |                |                |  |  |                |                |                |  |  |        |        |        |        |

Une équipe qui perd son premier match peut quand même remporter ce type de tournoi en jouant. Toutefois, deux rencontres supplémentaires s'imposent pour cette équipe avant d'arriver en finale.

## Poule à double élimination
Le système peut être adapté au sein d'une poule de quatre équipes, par exemple au premier tour d'un tournoi qui se déroule ensuite en matchs à élimination directe. On parle également de « poules brésiliennes » en beach-volley. La poule se joue en suivant le principe des matchs à élimination directe, un vainqueur étant nécessaire à chaque match (pas de nul), et seules les deux confrontations de la première journée sont fixées (par tirage au sort ou suivant un système de têtes de série). Lors de la deuxième journée, les deux vainqueurs de la première journée s'affrontent d'un côté tandis que les deux perdants s'affrontent de l'autre. Le gagnant du match des vainqueurs est, avec deux victoires, classé premier de la poule et directement qualifié pour le tour suivant, tandis que le vaincu du match des perdants est, avec deux défaites, quatrième et éliminé. Les deux autres équipes, qui ont chacune gagné une fois et perdu une fois, disputent le seul match de la troisième journée. Le vainqueur de cette ultime rencontre est classé deuxième de la poule et qualifié. Avec ce système, il n'y a ni égalité à départager ni arrangement possible, puisqu'il faut toujours deux victoires pour se qualifier, et les deux équipes éliminées ont forcément perdu deux fois.

## Origines
La première présentation de ce type de tournoi est due à  Charles Dodgson, plus connu sous le nom de Lewis Carroll, dans son livre Lawn tennis tournaments, publié en 1883. A sa suite, Donald Knuth a étudié ce concept pour définir des algorithmes efficaces faisant un classement en un minimum de comparaisons.